# اوزگه گورل
اوزگه گورل (ترکی استانبولی: Özge Gürel؛ زاده ۵ فوریه ۱۹۸۷) بازیگر زن سینما و تلویزیون ترکیه است. او بیشتر به‌خاطر بازی در سریال فصل گیلاس شناخته می‌شود.

## زندگی حرفه ای
او در منطقه سیلیوری زاده شده‌است. او تا زمان اتمام دبیرستان در سیلیوری زندگی کرد. او از بخش تجارت بین‌الملل دانشگاه بیکنت انصراف داد و در دروس بازیگری و سپس در مدیریت بازیگری شرکت کرد. او کار بازیگری خود را با شخصیت زینب در سریال دخترم کجاست آغاز کرد. بعداً او در مجموعه‌های تلویزیونی
حریم سلطان بازی کرد. در سال ۲۰۱۴ او به عنوان بازیگر اصلی مجموعه تلویزیونی فصل گیلاس شناخته شد و در این سریال نقش اویکو آجار را بازی کرد. این سریال باعث ایجاد رابطه عاشقانه بین او و سرکان چای اوغلو شد. این دو چند سالی هست که رابطه عاشقانه  بسیار خوبی با هم دارند. در سال ۲۰۱۷، او نقش اصلی را در مجموعه تلویزیونی ستاره‌های شاهد من ایفا کرد. سپس در سریال ماه کامل نقش نازلی پونار را بازی کرد. در سال‌های ۲۰۱۸–۲۰۱۹ در سریالی به نام زوج طلایی شخصیت نیلوفر را بازی کرد.در سال ۲۰۱۹ او چهره تبلیغاتی شرکتی به نام پنتی شد. در سال ۲۰۲۰، او با همبازی سابق خود جان یامان در سریال آقای اشتباه به بازی پرداخته‌است.

## آثار
سینما
| نام فیلم            | کاراکتر    | نقش      | سال  |
| ------------------- | ---------- | -------- | ---- |
| ما معلم خود هستیم   | کاردلن     | نقش مکمل | ۲۰۱۴ |
| داستان‌های عشق طبیعی | دمت        | نقش اصلی | ۲۰۱۷ |
| اولین بوسه          | بهار       | نقش اصلی | ۲۰۱۷ |
| لوله                | گوکچه دمیر | نقش مکمل | ۲۰۱۸ |
| مادرم               | نازلی      | نقش اصلی | ۲۰۱۹ |

تلویزیون
| نام سریال         | کاراکتر     | نقش          | سال       |
| ----------------- | ----------- | ------------ | --------- |
| دخترم کجاست       | زینب        | نقش اصلی     | ۲۰۱۱–۲۰۱۰ |
| و انسان فریب خورد | دریا        | بازیگر مهمان | ۲۰۱۱      |
| خیابانی آرام      | ملیسا       | بازیگر مهمان | ۲۰۱۲      |
| جزرومد            | آدا ساواشار | نقش مکمل     | ۲۰۱۴      |
| فصل گیلاس         | اویکو آجار  | نقش اصلی     | ۲۰۱۵–۲۰۱۴ |
| ستاره‌ها شاهد منن  | هازیران     | نقش اصلی     | ۲۰۱۷      |
| ماه کامل          | نازلی پینار | نقش اصلی     | ۲۰۱۷      |
| زوج طلایی         | نیلوفر جان  | نقش اصلی     | ۲۰۱۹–۲۰۱۸ |
| آقای اشتباه       | ازگی اینال  | نقش اصلی     | ۲۰۲۰      |

## خوانندگی
اوزگه در عرصه خوانندگی هم فعالیتی داشته است.
از جمله کارهای او که مورد پسند مردم قرار گرفت Affet (ببخش) بوده‌است.

## جوایز
| نتیجه    | نام فیلم یا سریال | توضیحات                          | جایزه                                   | سال  |
| -------- | ----------------- | -------------------------------- | --------------------------------------- | ---- |
| برنده شد | فصل گیلاس         | بهترین بازیگر زن سال             | Yeditepe Üniversitesi 3. Dilek Ödülleri | ۲۰۱۵ |
| نامزد    | فصل گیلاس         | نامزد بهترین بازیگر زن           | Seul Drama Ödülleri                     | ۲۰۱۵ |
| برنده شد | فصل گیلاس         | بهترین بازیگر نقش اول زن         | Future Fest Ödülleri                    | ۲۰۱۵ |
| برنده شد | فصل گیلاس         | بهترین بازیگر زن کمدی سال        | MGD 21. Altın Objektif Ödülleri         | ۲۰۱۵ |
| نامزد    | فصل گیلاس         | بهترین بازیگر زن سریال تلویزیونی | 1. YBU Medya Ödülleri                   | ۲۰۱۶ |
| نامزد    | ماه کامل          | بهترین بازیگر زن کمدی رمانتیک    | 45. Pantene Altın Kelebek Ödülleri      | ۲۰۱۸ |
| برنده شد | دخترم کجاست       | بهترین بازیگر نقش مکمل زن        | 45. Pantene Altın Kelebek Ödülleri      | ۲۰۱۹ |